# Oberleitungsbus Landsberg an der Warthe
Der Oberleitungsbus Landsberg an der Warthe war der Oberleitungsbus-Betrieb der ehemals deutschen Stadt Landsberg an der Warthe (seit 19. Mai 1946 Gorzów Wielkopolski in Polen). Er bestand von 1943 bis 1945 und ersetzte vorübergehend teilweise die 1899 eröffnete Straßenbahn.

## Geschichte
Im Februar 1941 wurde die Einstellung des örtlichen Straßenbahnnetzes und Inbetriebnahme des Oberleitungsbusses durch die Behörden von Landsberg an der Warthe beschlossen. Wegen des kriegsbedingten Materialmangels gingen die Bauarbeiten sehr langsam voran und wurden erst 1943 abgeschlossen. Am 23. Juni 1943 wurde das Netz in Betrieb genommen. Die Oberleitungsbusse verkehrten parallel zu den teilweise eingestellten Straßenbahnstrecken. Die Linie 1 verband den Hauptbahnhof mit der Hohenzollernstraße, die Linie 2 verlief vom Markt zum Kurzen Weg, die Linie 3 verkehrte zwischen dem Sonnenplatz und der Landesanstalt.
Alle Linien wurden mit vier MAN-Oberleitungsbussen betrieben. 1944 kamen noch sieben gebrauchte Fiat-Wagen aus dem italienischen Livorno hinzu. Außer den herkömmlichen Fahrzeugen wurde ein Oberleitungslastkraftwagen benutzt, der zwischen Hafen und Kraftwerk verkehrte. Am 29. Januar 1945 wurde der Betrieb kriegsbedingt wegen der Übergabe der Stadt an die Rote Armee eingestellt.
Nach dem Zweiten Weltkrieg wurde entschieden, nur das Straßenbahnsystem wieder zu eröffnen. Die verbliebenen Obusse wurden an den Oberleitungsbus Poznań abgegeben.